# Proplatycnemis agrioides
Espèce
Statut de conservation UICN

 NT  : Quasi menacé
Synonymes
- Platycnemis agrioides Ris, 1915[1]
- Platycnemis argioides (misspelling)[1]

Proplatycnemis agrioides est une espèce d'insectes odonates zygoptères de la famille des Platycnemididae.
Synonyme
- Platycnemis agrioides Ris, 1915 - protonyme

## Répartition
Cette espèce est endémique de l'île de Mayotte.